# Skandál po anglicku
Skandál po anglicku (v anglickém originále A Very English Scandal) je britská třídílná minisérie, kterou premiérově odvysílal televizní kanál BBC One od 20. května do 3. června 2018. Příběh pojednává o vztahu vysoce postaveného politika a mladíka z nižší společenské vrstvy. Seriál byl natočen podle skutečných událostí na motivy stejnojmenné knihy z roku 2016.

## Děj
V roce 1961 se Jeremy Thorpe, poslanec dolní sněmovny za Liberální stranu seznámí v Oxfordshire s mladíkem Normanem Josiffeem, se kterým naváže několik let trvající vztah. V roce 1965 se rozejdou. Norman ztratil kartu národního pojištění a začne Thorpa vydírat, že zveřejní jeho dopisy, které si Norman uchoval, pokud mu kartu nezařídí. Thorpe se obává konce své politické kariéry. Jeho kolega, poslanec Peter Bessell udržuje Normanovo mlčení malými částkami peněz, nicméně novou kartu národního pojištění mu nevydá.
V roce 1968 je Thorpe zvolen za předsedu liberální strany. Ožení se s dívkou Caroline Allpassovou a má s ní syna. Norman nyní žije v Irsku pod jménem Norman Scott. Přijde však o práci a proto zavolá Caroline, které řekne o svém bývalém mileneckém vztahu s jejím manželem. Caroline umírá v roce 1970 při autonehodě. Bessell se stěhuje do Spojených států, aby unikl svým finančním problémům. Norman pokračuje ve snaze dostat novou kartu národního pojištění, ale bez úspěchu. Thorpe zvažuje, že ho nechá zabít, ale své plány odkládá. V roce 1973 se Thorpe žení s Marion Stein, hraběnkou z Harewoodu. Když se opět setká s Normanem, propadne panice a požádá svého dávného přítele z Oxfordu Davidu Holmesovi, aby zajistil Normanovu vraždu. Za 10 000 liber je najat jistý Andrew Newton. Zkusí Normana zavraždit, ale zastřelí jen jeho psa. Norman okamžitě oznámí zločin policii a je přesvědčen, že útok objednal Thorp.
Newton je odsouzen za pokus o vraždu. Krátce na to Norman předá policii dva dopisy od Thorpa, které mu v 60. letech napsal. Thorpe v květnu 1976 rezignuje na předsedu liberální strany. Chystá se k opětovnému zvolení do parlamentu, ale prohraje ve prospěch konzervativců. Newton po propuštění prodá svůj příběh novinám. Thorpe, Holmes a další dva jsou obviněni ze spiknutí za účelem Normanovy vraždy. Soudní proces proběhne v květnu 1979 za velké pozornosti médií. Porota však všechny osvobodí.

## Obsazení
| Hugh Grant         | Jeremy Thorpe                 |
| Ben Whishaw        | Norman Josiffe / Norman Scott |
| Monica Dolan       | Marion Thorpe                 |
| Alice Orr-Ewing    | Caroline Allpass              |
| Alex Jennings      | Peter Bessell                 |
| Jonathan Hyde      | David Napley                  |
| Eve Myles          | Gwen Parry-Jones              |
| David Bamber       | Arthur Gore                   |
| Jason Watkins      | Emlyn Hooson                  |
| Naomi Battrick     | Diana Stainton                |
| Blake Harrison     | Andrew Newton                 |
| Michelle Fox       | Lyn                           |
| Adrian Scarborough | George Carman                 |
| Patricia Hodge     | Ursula Thorpe                 |
| Michele Dotrice    | Edna Friendship               |
| Michael Culkin     | Reggie Maudling               |
| Susan Wooldridge   | Fiona Gore                    |
| Anthony O'Donnell  | Leo Abse                      |